# 150 Dywizja Strzelecka (ZSRR)
150 Dywizja Strzelecka (ros. 150-я стрелко́вая диви́зия) – związek taktyczny Armii Czerwonej, znany zwłaszcza z zatknięcia Sztandaru Zwycięstwa nad Reichstagiem.

## Historia
Dywizja o tym numerze została po raz pierwszy utworzona we wrześniu 1939 w Nowozybkowie. W dniu niemieckiego ataku na ZSRR w czerwcu 1941 dywizją dowodził gen-mjr Iosif Chorun. W maju 1942 roku dywizja przestała istnieć w związku z poniesionymi ciężkimi stratami w stanie osobowym, zginął także jej ówczesny dowódca gen-mjr Daniił Jegorow.
Odtworzona z ochotników syberyjskich 23 lipca 1942 i wysłana na Front Kaliniński. Za zasługi bojowe otrzymała 19 kwietnia 1943 miano „gwardyjskiej” jako 22 Gwardyjska Dywizja Strzelecka.
Po raz trzeci 150 DS została utworzona 2 września 1943 roku pod Starą Russą. Za wyzwolenie miejscowości Idrica otrzymała 23 lipca 1944 miano dywizji „Idrickiej”. Dywizja znajdowała się w drugim rzucie (eszelonie) 79 Korpusu. Od grudnia 1944 działała na terenie Polski, wyładowana na stacji Broszków, następnie w styczniu 1945 przekroczyła Wisłę na południe od Warszawy.
150 DS wzięła udział w ostatecznym uderzeniu na Berlin w końcu kwietnia 1945 roku, jej żołnierze 1 maja 1945 roku wywiesili nad gruzami stolicy Rzeszy Sztandar Zwycięstwa. Na fasadzie Reichstagu zatknęli go sierżanci Michaił Jegorow i Meliton Kantaria. W zdobytym Berlinie żołnierze 150 DS przyjęli kapitulację 3785 żołnierzy i oficerów niemieckich.
Po zakończeniu wojny stacjonowała w Neuruppinie. Rozformowana w grudniu 1946 roku.
Kontynuatorem tradycji 150 DS jest od 2016 roku rosyjska 150 Dywizja Zmotoryzowana.

## Dowódcy dywizji
- płk Siergiej Kniaźkow (był w 1939)[11]

### I formowanie
150 DS dowodzili:
- płk Siergiej Kniaźkow (1940),
- gen-mjr Iosif Chorun (17.01.1941 – 26.10.1941),
- gen-mjr Daniił Jegorow (27.10.1941 – 25.05.1942) – poległ[1].

Szefowie sztabu:
- ppłk Lubiwyj, płk Lewin[1].

### II formowanie
- płk Nikołaj Guź (23.07.1942 – 19.04.1943)[3].

### III formowanie
- płk Leonid Jakowlew (08.09.1943 – 26.04.1944),
- gen-mjr Wasilij Szatiłow[8] (01.05.1944 do końca wojny)[12].

## Struktura organizacyjna
- 150 Idricko-Berlińska Dywizja Strzelecka Orderu Kutuzowa (ros. 150-я стрелко́вая И́дрицко-Берли́нская о́рдена Куту́зова диви́зия)[10]
  - 469 pułk strzelecki Czerwonego Sztandaru (469-й стрелковый Краснознамённый полк)
  - 674 pułk strzelecki Czerwonego Sztandaru (674-й стрелковый Краснознамённый полк)
  - 756 pułk strzelecki Czerwonego Sztandaru (756-й стрелковый Краснознамённый полк)
  - 328 pułk artylerii Czerwonego Sztandaru (328-й артиллерийский Краснознамённый полк)
  - 224  dywizjon przeciwpancerny orderu Aleksandra Newskiego
  - 442 samodzielny batalion czołgów[11]
  - 175& kompania rozpoznawcza
  - 221 batalion saperów
  - 258 batalion łączności
  - 195 batalion medyczno-sanitarny
  - 171 kompania ochrony chemicznej
  - 152 oddzielna kompania transportu
  - 287. piekarnia polowa
  - 65. lazaret
  - 1813. poczta polowa
  - 1746. kasa polowa

## Żołnierze
W 150 DS służyli m.in.:

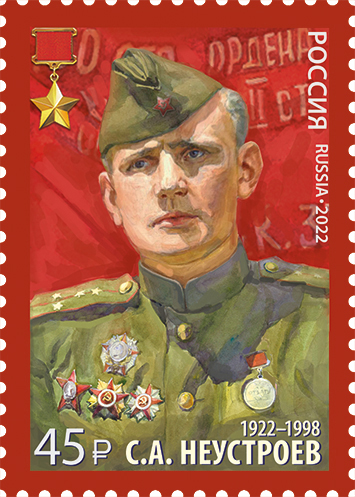
Stiepan Nieustrojew na rosyjskim znaczku pocztowym

- kpt. Stiepan Nieustrojew, Bohater Związku Radzieckiego.
- lejtnant Ołeksij Berest, Bohater Ukrainy.
- mł. sierż. Meliton Kantaria, Bohater Związku Radzieckiego.
- sierż. Michaił Jegorow, Bohater Związku Radzieckiego.
- st. lej. Rakymżan Koszkarbajew, Bohater Kazachstanu.